# Stoczek Warmiński
Stoczek Warmiński – zlikwidowana stacja kolejowa w Stoczku Klasztornym, w gminie Kiwity, w powiecie lidzbarskim w województwie warmińsko-mazurskim, w Polsce. Stacja została otwarta w dniu 1 września 1905 roku. Zlikwidowana została w 1945 roku przez Sowietów